# Capenda Camulemba
Capenda Camulemba é uma cidade e município de Angola, na província da Lunda Norte.
Tem cerca de 80 mil habitantes. É limitado a norte pelo município de Cuango, e a leste pelo município do Lubalo, a sul pelo município de Cacolo, e a oeste pelo município de Xá-Muteba.
O município é constituído pela comuna-sede, correspondente à cidade de Capenda Camulemba, e pela comuna de Xinge.

## História
No passado o município foi um dos entes componentes do Império Lunda, tendo o nome de Estado Confederado Lunda-Capenda.
Capenda Camulemba ganhou a sua primeira escola do 1º ciclo do ensino secundário em 2009, a primeira desde a independência de Angola.

## Economia
A população de Capenda Camulemba é maioritariamente camponesa e pescadora, esta última atividade feita basicamente no rio Cuango; os produtos mais cultivados no município são a ginguba, a batata-doce, a mandioca o feijão e o milho.

## Cultura e lazer
Em termos culturais Capenda detém muitas manifestações populares de relevo, destacando-se o chianda, o manhara e a dança dos palhaços dos Capendes.